# Joseph Comiti
Joseph Comiti (* 4. Juni 1920 in Sotta, Département Corse-du-Sud; † 10. November 2000 in Bastia, Département Haute-Corse) war ein französischer Politiker, der Mitglied der Nationalversammlung sowie zeitweilig Minister war.

## Leben
Joseph Comiti war nach einem Studium der Medizin als Chirurg sowie Professor für Medizin tätig. Am 30. Juni 1968 wurde er für die Union des démocrates pour la République (UDR) im Département Bouches-du-Rhône erstmals zum Mitglied der Nationalversammlung (Assemblée nationale) und gehörte dieser bis zu seinem Mandatsverzicht am 12. August 1968 an. Einen Monat zuvor wurde er am 13. Juli 1968 als Staatssekretär beim Premierminister für Jugend und Sport (Secrétaire d’État chargé de la Jeunesse et des Sports) in das Kabinett Couve de Murville berufen. Im darauf folgenden Kabinett Chaban-Delmas fungierte er zwischen dem als Staatssekretär beim Premierminister für Jugend, Sport und Freizeit (Secrétaire d’État chargé de la Jeunesse, des Sports et des Loisirs). In dieser Funktion kritisierte er während des Alpinen Skiweltcup 1971/72 die Trainingsmethoden als auch das Verhalten der Skisportler und führte aus, dass die Ergebnisse ein Beweis für die Notwendigkeit einer neuen Führung seien. Im Kabinett Messmer I (7. Juli 1972 bis 29. März 1973) war er weiterhin Staatssekretär beim Premierminister für Jugend, Sport und Freizeit.
Comiti wurde am 2. April 1973 im Département Bouches-du-Rhône für die Union des démocrates pour la République wieder Mitglied der Nationalversammlung. Er legte dieses Mandat am 5. Mai 1973 nieder, nachdem er am 6. April 1973 als Minister mit der Zuständigkeit für die Beziehungen zum Parlament (Ministre chargé des Relations avec le Parliament) in das Kabinett Messmer III berufen wurde, dem er bis zum 28. Februar 1974 angehörte. Am 19. März 1978 wurde er als Kandidat der Rassemblement pour la République (RPR) im Département Bouches-du-Rhône abermals zum Mitglied der Nationalversammlung gewählt und gehörte dieser nunmehr bis zum 22. Mai 1981 an. 